# ستيفن دبليو. بارسونز
ستيفن دبليو. بارسونز (بالإنجليزية: Steve Parsons)‏ هو مغني ومنتج أسطوانات بريطاني، ولد في 19 يونيو 1951 في Bridlington ‏ في المملكة المتحدة.

## وصلات خارجية
- الموقع الرسمي
- ستيفن دبليو. بارسونز على موقع IMDb (الإنجليزية)
- ستيفن دبليو. بارسونز على موقع ميوزك برينز (الإنجليزية)
- ستيفن دبليو. بارسونز على موقع ديسكوغز (الإنجليزية)
- ستيفن دبليو. بارسونز على موقع ديسكوغز (الإنجليزية)
- ستيفن دبليو. بارسونز على موقع ديسكوغز (الإنجليزية)
- ستيفن دبليو. بارسونز على موقع قاعدة بيانات الفيلم (الإنجليزية)